# Malé Žernoseky
Malé Žernoseky är en ort i Tjeckien.   Den ligger i regionen Ústí nad Labem, i den nordvästra delen av landet, 60 km nordväst om huvudstaden Prag. Malé Žernoseky ligger 160 meter över havet och antalet invånare är 690.
Terrängen runt Malé Žernoseky är kuperad åt nordväst, men åt sydost är den platt.Runt Malé Žernoseky är det ganska tätbefolkat, med 67 invånare per kvadratkilometer. Närmaste större samhälle är Ústí nad Labem, 14,2 km norr om Malé Žernoseky. Trakten runt Malé Žernoseky består till största delen av jordbruksmark.